# Козинка (Ставропольский край)
Козинка — хутор в Петровском районе (городском округе) Ставропольского края Российской Федерации. Находился в составе муниципального образования «Сельское поселение Высоцкий сельсовет» (упразднено 1 мая 2017 года).

## География
Находится в Предкавказье, на Прикалаусских высотах Ставропольской возвышенности.
Расстояние до краевого центра: 80 км. Расстояние до районного центра: 32 км.

## История
Основано около 1909 года, как поселение семьи Казинских, и числилось в составе Медведской Волости Благодарненского уезда.
С 1924 по 1935 входит в состав Петровского района.
C 1935 по 1953 в составе вновь образованного Гофицкого района.
С 1953 года, после упразднения Гофицкого района вновь вошёл в состав Петровского района.

## Население
| 1989 | 2002 | 2010 | 2014 | 2021 | 2023 |
| ---- | ---- | ---- | ---- | ---- | ---- |
| 83   | →83  | ↘39  | ↗43  | ↘34  | ↘20  |

По данным переписи 2002 года, 76 % населения — русские.